# Tržište kapitala
Tržište kapitala je mjesto za sveukupne poslove, kojima financijske institucije (uglavnom banke) trguju vrijednosnim papirima i vrijednosnim derivatima.
Izdavatelji su državne i javne ustanove, financijske institucije i tvrtke. Vrijednosni papiri se kupuju i prodaju na burzi. Na taj način dolaze do novčanih sredstava za svoje aktivnosti.

Investitori koji kupuju vrijednosne papire su primjerice banke, investicijski i mirovinski fondovi, osiguravajuća društva i pojedinci koji žele postići dobit.
Tržište kapitala je financijsko tržište u kojem se kupuju i prodaju dugoročni dugovi (više od godinu dana) ili kapital - potpora Tržišta kapitala kanaliziraju bogatstvo štediša onima koji ga mogu staviti u dugoročnu produktivnu upotrebu, kao što su tvrtke ili vlade koje dugoročno investiraju. Financijski regulator kao Engleska banka (BoE) i SAD Povjerenstvo za vrijednosne papire i vrijednosne papire (SEC) nadzire tržišta kapitala kako bi zaštitila investitore od prijevare, među ostalim dužnostima.
Moderna tržišta kapitala gotovo uvijek su smještena na računalnim sustavima elektroničkog trgovanja; većini mogu pristupiti samo subjekti unutar financijskog sektora ili odjela za riznicu vlada i korporacija, ali neki mogu biti izravno dostupni javnosti. Postoji mnogo tisuća takvih sustava, od kojih većina služi samo malim dijelovima ukupnog tržišta kapitala. Entiteti koji hostiraju sustave uključuju burze, investicijske banke i vladine službe. Fizički, sustavi su smješteni u cijelom svijetu, premda su uglavnom zastupljeni u financijskom centru kao što su London, New York i Hong Kong.

## Definicija
Tržište kapitala može biti primarno tržište ili sekundarno tržište. Na primarnom tržištu, nove dionice ili emisije obveznica se prodaju investitorima, često putem mehanizma poznatog kao pokroviteljstvo. Glavni subjekti koji žele prikupiti dugoročna sredstva na tržištima primarnog kapitala su vlade (koje mogu biti općinske, lokalne ili nacionalne) i poslovna poduzeća (poduzeća). Vlade izdaju samo obveznice, dok tvrtke često izdaju i dionice i obveznice. Glavni subjekti koji kupuju obveznice ili dionice su mirovinski fondovi, hedge fondovi, državni fondovi, a rjeđe bogati pojedinci i investicijske banke koje trguju u svoje ime. Na sekundarnom tržištu postojeći vrijednosni papiri se prodaju i kupuju među investitorima ili trgovcima, obično na burzi, over-the-counter ili drugdje. Postojanje sekundarnih tržišta povećava spremnost investitora na primarnim tržištima, jer znaju da će vjerojatno biti u mogućnosti brzo unovčiti svoja ulaganja ako se za to ukaže potreba.
Druga važna podjela tržišta kapitala je između tržišta dionica i tržišta obveznica (gdje investitori postaju vjerovnici).

### Za razliku od tržišta novca
Tržište novca se koristi za prikupljanje kratkoročnih financija, ponekad za kredite za koje se očekuje da će biti vraćeni već preko noći. Nasuprot tome, "tržišta kapitala" koriste se za prikupljanje dugoročnog financiranja, kao što je kupnja dionica/dionica, ili za kredite za koje se ne očekuje da će biti u potpunosti vraćeni najmanje godinu dana.
Sredstva pozajmljena s tržišta novca obično se koriste za opće operativne troškove, kako bi se osigurala likvidna sredstva u kratkom razdoblju. Na primjer, tvrtka može imati ulazne uplate od kupaca koji još nisu odobreni, ali im je potrebna trenutna gotovina za plaćanje svojih zaposlenika. Kada se poduzeće zadužuje na tržištima primarnog kapitala, često je cilj ulaganje u dodatne fizičke kapitalne dobrobiti, koje će se koristiti za povećanje prihoda. Može proći mnogo mjeseci ili godina prije nego što investicija generira dovoljan povrat kako bi se vratio njegov trošak, i stoga je financiranje dugoročno.
Tržišta novca i tržišta kapitala zajedno tvore financijsko tržište, kao što je pojam usko shvaćen. Tržište kapitala bavi se dugoročnim financiranjem. U najširem smislu, on se sastoji od niza kanala putem kojih su uštede zajednice dostupne industrijskim i trgovačkim poduzećima i javnim vlastima.

### Nasuprot bankovnim kreditima
Obično bankarska posudba obično se ne klasificira kao transakcija na tržištu kapitala, čak i kada se krediti produžuju na razdoblje duže od godinu dana. Prvo, obični bankovni zajmovi nisu sekuritizirani (tj. Oni ne poprimaju oblik vrijednosnog papira koji se mogu ponovno prodati kao dionica ili obveznica kojima se može trgovati na tržištima). Drugo, kreditiranje banaka je više regulirano nego kreditiranje tržišta kapitala. Treće, štediše u bankama imaju tendenciju da budu više neskloni riziku od investitora na tržištu kapitala. Sve tri razlike djeluju na ograničavanje institucionalnog kreditiranja kao izvora financiranja. Dvije dodatne razlike, ovaj put pogodovanje kreditiranja od strane banaka, su da su banke pristupačnije malim i srednjim tvrtkama, te da imaju sposobnost da stvori novac kako pozajmljuju. U 20 stoljeću, većina financiranja poduzeća osim izdavanja dionica prikupljena je bankovnim kreditima. No, otprilike od 1980 godine postoji stalni trend disintermedijacije, gdje su velike i kreditno sposobne tvrtke otkrile da moraju platiti manje kamate ako se posuđuju izravno s tržišta kapitala, a ne od banaka. Tržišna tendencija tvrtki da se zadužuju na tržištima kapitala umjesto banaka bila je posebno snažna u Sjedinjenim Državama. Prema Financial Times, tržišta kapitala preuzela su kreditiranje banaka kao vodeći izvor dugoročnog financiranja u 2009, što odražava odbojnost prema riziku i regulaciju banaka nakon financijska kriza 2008.
U usporedbi sa Sjedinjenim Američkim Državama, tvrtke u Europskoj uniji imaju veće oslanjanje na kreditiranje banaka za financiranje. Nastojanja da se tvrtkama omogući prikupljanje više sredstava putem tržišta kapitala usklađuju se kroz inicijativu Unije za tržišta kapitala EU.

## Primjeri

### Vlada na primarnim tržištima
Kada vlada želi prikupiti dugoročno financiranje, često će prodavati obveznice na tržištima kapitala. U 20 i početkom 21 stoljeća, mnoge vlade će koristiti investicijsku banku za organiziranje prodaje svojih obveznica. Vodeća banka osiguravala bi obveznice i često bi vodila sindikat brokera, od kojih bi se neki mogli nalaziti u drugim investicijskim bankama. Sindikat bi zatim prodao različitim ulagačima. Za zemlje u razvoju, multilateralna razvojna banka ponekad bi pružila dodatni sloj pokroviteljstva, što je rezultiralo podjelom rizika između investicijske banke, multilateralne organizacije i krajnjih investitora. Međutim, od 1997 sve je češće za vlade većih zemalja da zaobilaze investicijske banke tako što svoje obveznice stavljaju izravno na raspolaganje za online kupnju. Mnoge vlade sada većinu svojih obveznica prodaju putem kompjuterizirane dražbe. Obično se velike količine stavljaju na prodaju u jednom pokretu; vlada može održavati samo mali broj aukcija svake godine. Neke vlade će također prodavati kontinuirani tok obveznica putem drugih kanala. Najveći pojedinačni prodavatelj duga je američka vlada; obično postoji nekoliko transakcija za takvu prodaju svake sekunde, što odgovara stalnom ažuriranju sata stvarnog vremena duga u SAD-u.

### Društvo na primarnim tržištima
Kada tvrtka želi prikupiti novac za dugoročno ulaganje, jedna od prvih odluka je da li to učiniti izdavanjem obveznica ili dionica. Ako odabere dionice, izbjegava povećanje duga, au nekim slučajevima i novi dioničari mogu pružiti i nenovčanu pomoć, kao što su stručnost ili korisni kontakti. S druge strane, nova emisija dionica razvodnit će vlasnička prava postojećih dioničara, a ako steknu kontrolni udjel, novi dioničari mogu zamijeniti čak i više menadžere. Sa stajališta investitora, dionice nude potencijal za veće prinose i kapitalne dobitke ako tvrtka radi dobro. Nasuprot tome, obveznice su sigurnije ako tvrtka slabo posluje, jer su manje skloni teškom padu cijena, au slučaju stečaja vlasnicima obveznica može se nešto platiti, a dioničari neće dobiti ništa.
Kada poduzeće prikupi sredstva s primarnog tržišta, vjerojatnije je da će taj proces uključivati sastanke licem u lice od drugih transakcija na tržištu kapitala. Odlučuju li se za izdavanje obveznica ili dionica, Tvrtke će obično tražiti usluge investicijske banke kako bi posredovale između sebe i tržišta. Tim iz investicijske banke često se sastaje s višim menadžerima tvrtke kako bi se uvjerili da su njihovi planovi zdravi. Banka zatim djeluje kao osiguravatelja, te će organizirati mrežu brokera brokera za prodaju obveznica ili dionica ulagačima. Ova druga faza obično se obavlja uglavnom putem kompjuteriziranih sustava, iako će brokeri često telefonirati svojim favoriziranim klijentima kako bi ih savjetovali o mogućnosti. Tvrtke mogu izbjegavati plaćanje naknada investicijskim bankama korištenjem izravne javne ponude, iako to nije uobičajena praksa jer uzrokuje druge pravne troškove i može zauzeti značajno vrijeme upravljanja.

### Trgovanje sekundarnim tržištem
Većina transakcija na tržištu kapitala odvija se na sekundarnom tržištu. Na primarnom tržištu svaka se vrijednosna papira može prodati samo jednom, a proces stvaranja paketa novih dionica ili obveznica često je dugotrajan zbog regulatornih zahtjeva. Na sekundarnim tržištima nema ograničenja koliko se puta vrijednosnicama može trgovati, a proces je obično vrlo brz. S razvojem strategija kao što je visokofrekventno trgovanje, jedna bi se sigurnost mogla u teoriji trgovati tisućama puta u jednom satu. Transakcije na sekundarnom tržištu ne podižu izravno financiranje, ali tvrtkama i vladama olakšavaju prikupljanje financiranja na primarnom tržištu, jer investitori znaju da će, ako žele brzo dobiti svoj novac, lako moći ponovno prodati svoje vrijednosne papire. Ponekad, međutim, transakcije na sekundarnom tržištu kapitala mogu imati negativan učinak na primarne zajmoprimce: na primjer, ako veliki dio investitora pokuša prodati svoje obveznice, to može povećati prinose za buduća izdanja iz istog subjekta. Krajnji primjer dogodio se ubrzo nakon što je Bill Clinton započeo svoj prvi mandat kao predsjednik Sjedinjenih Država; Clinton je bio prisiljen napustiti neke od povećanja potrošnje koje je obećao u svojoj predizbornoj kampanji zbog pritiska s tržišta obveznica. U 21 stoljeću nekoliko je vlada pokušalo u što je moguće većoj mjeri zadužiti svoje obveznice u dugoročne obveznice, tako da su manje osjetljive na pritisak tržišta. Nakon financijske krize 2007-2008 Uvođenje kvantitativnog popuštanja dodatno je smanjilo sposobnost privatnih aktera da povećaju prinose državnih obveznica, barem za zemlje s središnjom bankom mogu sudjelovati u značajnim operacijama na otvorenom tržištu.
Različiti igrači aktivni su na sekundarnim tržištima. Pojedinačni investitori čine mali dio trgovanja, iako se njihov udio neznatno povećao; u 20 stoljeću uglavnom je samo nekoliko bogatih pojedinaca moglo priuštiti račun kod brokera, ali računi su sada mnogo jeftiniji i dostupniji preko interneta. Sada postoje brojni mali trgovci koji mogu kupiti i prodati na sekundarnim tržištima koristeći platforme koje nude posrednici koji su dostupni putem web preglednika. Kada takav pojedinac trguje na tržištima kapitala, često će uključivati dvostupanjsku transakciju. Prvo naručuju sa svojim brokerima, a onda posrednik izvršava trgovinu. Ako se trgovina može obaviti na burzi, proces će često biti potpuno automatiziran. Ako trgovac treba ručno intervenirati, to često znači veću naknadu. Trgovci u investicijskim bankama često sklapaju poslove u ime svoje banke, kao i obavljanje poslova za svoje klijente. Investicijske banke često će imati odjel (ili odjel) koji se naziva "tržišta kapitala": osoblje u ovoj diviziji nastoji biti svjesno različitih mogućnosti na primarnom i sekundarnom tržištu, te će u skladu s tim savjetovati glavne klijente. Mirovinski fond i državni fond imaju tendenciju da imaju najveće udjele, iako imaju tendenciju da kupuju samo najviše (najsigurnije) vrste obveznica i dionica, a neke od njih ne trguju svima često. Prema članku  Financial Timesa , hedge fondovi sve više obavljaju većinu kratkoročnih poslova na velikim dijelovima tržišta kapitala (poput britanske i američke burze), što im otežava održavanje njihovi povijesno visoki prinosi, jer se sve više nalaze u međusobnoj trgovini, a ne s manje sofisticiranim ulagačima.
Postoji nekoliko načina za ulaganje u sekundarno tržište bez izravnog kupovanja dionica ili obveznica. Uobičajena metoda je ulaganje u uzajamni fond ili fond za razmjenu na burzii. Također je moguće kupiti i prodati derivate koji se temelje na sekundarnom tržištu; jedan od najčešćih tipova ovih ugovora je ugovori za razliku - oni mogu osigurati brzi profit, ali također mogu uzrokovati da kupci izgube više novca nego što su prvotno uložili.

## Sudionici
Sudionici na tržištu kapitala su:
- Investitori - posjeduju slobodna financijska sredstva
- Korisnici kapitala, odnosno izdavatelji vrijednosnih papira
- Posrednici (banke, burze, brokerska društva i ostale financijske institucije)
- Država (i drugi agenti koji djeluju u ime države ili strukovne organizacije u nekim državama)

## Veličina
Sve navedene brojke su u milijardama američkih dolara i dobivene su od MMF-a. Ne postoji univerzalno priznat standard za mjerenje svih tih brojki, tako da se druge procjene mogu razlikovati. Stupac GDP uključen je kao usporedba.
| Godina | Stocks    | Bonds     | Bank assets | Ukupno dionica, obveznica i imovine banaka | World GDP |
| ------ | --------- | --------- | ----------- | ------------------------------------------ | --------- |
| 2013.  | 62.552,00 | 99.788,80 | 120.421,60  | 282.762,40                                 | 74.699,30 |
| 2012.  | 52.494,90 | 99.134,20 | 116.956,10  | 268.585,20                                 | 72.216,40 |
| 2011.  | 47.089,23 | 98.388,10 | 110.378,24  | 255.855,57                                 | 69.899.22 |

### Prognoze i analize
Veliki dio posla ide u analizu tržišta kapitala i predviđanje njihovih budućih kretanja. To uključuje akademski studij; rad unutar financijske industrije u svrhu zarađivanja novca i smanjenja rizika; i rad vlada i multilateralnih institucija u svrhu regulacije i razumijevanja utjecaja tržišta kapitala na šire gospodarstvo. Metode se kreću od instinkata iskusnih trgovaca do različitih oblika stohastičkog računa i algoritama kao što je Stratonovich-Kalman-Bucy algoritam filtriranja.

## Kontrola kapitala
Kontrole kapitala su mjere koje je nametnula državna vlada s ciljem upravljanja transakcijama kapitalnog računa - drugim riječima, transakcija na tržištu kapitala na kojima jedna od strana u postupku uključena je u stranoj zemlji. Dok domaća regulatorna tijela nastoje osigurati da sudionici na tržištu kapitala pošteno trguju jedni s drugima, a ponekad kako bi se osiguralo da institucije poput banaka ne preuzmu prekomjerne rizike, cilj kontrole kapitala je osigurati da učinci makroekonomske učinke tržišta kapitala nemaju negativan utjecaj. Većina naprednih zemalja želi rijetko koristiti kapitalne kontrole, ako uopće, jer je u teoriji omogućavanje slobode tržišta dobitna situacija za sve uključene: investitori su slobodni tražiti maksimalni povrat, a zemlje mogu imati koristi od ulaganja koje će razviti svoju industriju i infrastrukturu. Međutim, ponekad transakcije na tržištu kapitala mogu imati neto negativan učinak: na primjer, u financijskoj krizi može doći do masovnog povlačenja kapitala, ostavljajući naciju bez dovoljnih deviznih rezervi da plati za potreban uvoz. S druge strane, ako previše kapitala uđe u zemlju, može povećati inflaciju i vrijednost nacionalne valute, čime bi njezin izvoz bio nekonkurentan. Zemlje poput Indije koriste kontrole kapitala kako bi osigurale da se novac njihovih građana ulaže kod kuće, a ne u inozemstvu.

## Poveznice
- Financijsko tržište
- Financijske regulative
- Burza vrijednosnih papira